# Distrito de Sannohe
El distrito de Sannohe (三戸郡 Sannohe-gun?) es un distrito localizado en la prefectura de Aomori, Japón. En junio de 2019 tenía una población de 63.205 habitantes y una densidad de población de 65,2 personas por km². Su área total es de 969,34 km².

## Localidades
- Gonohe
- Hashikami
- Nanbu
- Sannohe
- Shingō
- Takko